# Musea Brugge
Musea Brugge is sinds 2019 de koepel van de Brugse stedelijke musea en verenigt 13 musea:
- Arentshuis
- Belfort
- Brugse Vrije
- BRUSK
- Gezellehuis
- Groeningemuseum
- Gruuthusemuseum
- Onze-Lieve-Vrouwekerk
- Onze-Lieve-Vrouw ter Potterie
- Museum Sint-Janshospitaal
- Sint-Janshuismolen
- Stadhuis
- Volkskundemuseum

## Collectie
De collectie van Musea Brugge bevat beeldende en toegepaste kunst van de 15de tot en met de 21ste eeuw en is ondergebracht in beschermde monumenten in de historische binnenstad van Brugge. In totaal is de collectie goed voor meer dan 70.000 objecten. Het overgrote deel van de objecten is nauw verbonden met de geschiedenis van Brugge. De gevarieerde collecties zijn bijeengebracht door verzamelaars en kunstliefhebbers, of komen uit stedelijke instellingen, zoals de academie.
Naast schilderijen, bevat de collectie beeldende kunst ook heel wat sculptuur, grafiek en tekeningen ondergebracht in het Groeningemuseum, maar ook in het Sint-Janshospitaal, Onze-Lieve-Vrouw ter Potterie en het O.L.V.-kerk Museum. Het Gruuthusemuseum, het Sint-Janshospitaal, Onze-Lieve-Vrouw ter Potterie, de Onze-Lieve-Vrouwekerk Museum en het Volkskundemuseum bieden daarnaast een overzicht van de kunstnijverheid in Brugge in de vorm van wandtapijten, Brugse kant, edelsmeedwerk, meubilair en aardewerk. Ten slotte heeft Musea Brugge ook een volkskundige collectie en een belichting van de dichter Guido Gezelle in het Gezellehuis.

## Prentenkabinet
Het Prentenkabinet van Musea Brugge draagt zorg voor het behoud en beheer van ruim 23.000 werken op papier.

## Erkenningen
De Vlaamse Regering duidde Musea Brugge op 1 juli 2022 aan als nieuwe Vlaamse cultureel-erfgoedinstelling. Die titel wordt gegeven aan collectiebeherende organisaties met een cultuur-erfgoedwerking op internationaal niveau.